# 佐藤尚宏
佐藤 尚宏（さとう たかひろ、1959年6月21日- ）は福島県郡山市出身の俳優。身長180cm、体重70kg。
アートプロモーション所属。舞台、映画、テレビドラマ、CM等で活動している。
慶應義塾大学経済学部在学中より文学座付属研究所で演技を学ぶ。
1984年の大河ドラマ山河燃ゆでデビューした。

## 出演

### テレビドラマ
- NHK大河ドラマ
  - 山河燃ゆ（1984年） - ジョン阿川 役
  - 武蔵 MUSASHI（2003年）
  - 軍師官兵衛（2014年） - 浦宗勝 役
  - 西郷どん（2018年） - 阿部正外 役
- 火曜サスペンス劇場（日本テレビ）
  - 危険な情熱（1984年）
  - 旅路・パパと一緒にいたい（1985年）
  - 歌姫マリアの危険なツアー（1987年）
  - 火曜サスペンス劇場 櫛（2005年） - 五代宏之 役
- 夫婦の記憶（1985年）
- 誇りの報酬24話（1986年） - 須永厚 役
- 私鉄沿線97分署81話（1986年）
- 水戸黄門（TBS / C.A.L）
  - 第17部 第4話「謎の紫頭巾 -諏訪-」（1987年） - 吉本和馬
  - 第18部9話（1988年）
- 十和田湖 密会殺人の罠（TBS）（1992年）
- はるちゃん2（1997年）
- 華やかな喪服（1998年）監督:池広一夫
- ケイゾク10話（1999年）
- 警視庁鑑識班7（1999年）
- 怒る男 笑う女（1999年）
- 許されざる者（2003年）
- 横浜海上警察・緊急出動!!（2007年）
- ホストの女房（2009年）
- 女取調官 嬉野温泉・唐津・長崎ルート（2011年） - 小笠原役
- ハンチョウ〜警視庁安積班〜 シリーズ6 第5話（2013年） - 大垣役

### 映画
- スキヤキ・ウエスタン ジャンゴ（2007年9月）監督:三池崇史
- それでもヤクザはやってくる（2007年10月）監督:高瀬将嗣[4]

### CM
- ファミリー引越しセンター
- 大正製薬（大正漢方胃腸薬）